# Гродековський сільський округ
Гроде́ковський сільський округ (каз. Гродеков ауылдық округі, рос. Гродековский сельский округ) — адміністративна одиниця у складі Жамбильського району Жамбильської області Казахстану. Адміністративний центр — село Гродеково.
Населення — 7227 осіб (2021; 6167 у 2009, 4877 у 1999, 4522 у 1989).
Станом на 1989 рік існувала Гродиковська сільська рада (села Гродиково, Кизилдікан). 1997 року до складу сільського округу був приєднаний ліквідований Кизилкайнарський сільський округ, однак округ був відновлений 2001 року. 2019 року до складу сільського округу була включена територія площею 0,98 км² земель державного земельного фонду.

## Склад
До складу округу входять такі населені пункти:
| Населений пункт  | Старі назви             | Населення, осіб (1989) | Населення, осіб (1999) | Населення, осіб (2009) | Населення, осіб (2021) |
| ---------------- | ----------------------- | ---------------------- | ---------------------- | ---------------------- | ---------------------- |
| Гродеково, село  | Гродиково               | 4048                   | 4356                   | 4085                   | 6461                   |
| Кизилдіхан, село | Кизилдікан, Кизил-Діхан | 474                    | 521                    | 2082                   | 766                    |